# Saha
SAHA (angolul: Iran Aircraft Industries, IACI, perzsául صها مخفف فارسی صنایع هواپیمایی ایران) iráni légivállalat.

## Története
1961-ben alakult, elsősorban vadászrepülőgépek, utasgépek, légi támogatást nyújtó repülőgépek javítására. Idővel a Saha fontos része lett az iráni légiiparnak. 1998-ban iráni tudósok és szakértők elkezdtek komplex motoralkatrészeket, repülőgép-alkatrészeket tervezni, kialakítani és legyártani és olyan gázturbinás sugárhajtóműveket gyártottak, mint a Toloue-4.
A SAHA jelenleg is IrAn–140 repülőgépek számára tervezett TV-3 turbólégcsavaros hajtóművek kidolgozásán dolgozik.

## Eredményeik
- Toloue-4 mini sugárhajtómű tömegtermelése
- Boeing 747 repülőgépet meg tudnak javítani[1]
- Dart motorok javítása

## Fordítás
Ez a szócikk részben vagy egészben  a   Saha (Iran aviation) című angol Wikipédia-szócikk ezen változatának fordításán alapul.  Az eredeti cikk szerkesztőit annak laptörténete sorolja fel. Ez a jelzés csupán a megfogalmazás eredetét és a szerzői jogokat jelzi, nem szolgál a cikkben szereplő információk forrásmegjelöléseként.